# Theaterfest Niederösterreich
Der Verein Theaterfest Niederösterreich ist eine Interessensgemeinschaft der Sommertheater in Niederösterreich.
2020 umfasst der Verein insgesamt 20 aktive Spielorte. Darunter sind saisonal bespielte Open-Air-Bühnen in Burghöfen und Schlossparks, vor Ruinen und Kirchen genauso vertreten wie feste Häuser, welche spezielle Sommerprogramme anbieten.
Ziel des Vereins ist die gemeinschaftliche Vermarktung überregional bedeutender Sommertheater-Aktivitäten in Niederösterreich unter Einhaltung höchstmöglicher Qualitätskriterien.
Das kulturelle Angebot der Theaterfest-Bühnen deckt den Großteil der Sparten der darstellenden Kunst ab: Oper, Operette, Musical, Drama, Volkstheater, Boulevardkomödie u. a.

## Geschichte
Der Verein wurde Ende des Jahres 1993 von der „Arbeitsgemeinschaft der Intendanten des NÖ Theatersommers“ gegründet – darunter so renommierte Schauspieler wie Elfriede Ott, Felix Dvorak oder Jürgen Wilke.
Trug der Verein ab der ersten Spielsaison 1994 ursprünglich die Bezeichnung „Verein der Intendanten des NÖ Theatersommers“, so wurde er 1996 auf die prägnantere Bezeichnung „Theaterfest Niederösterreich“ umbenannt.
In den 26 Sommersaisonen von 1994 bis 2019 konnten bereits über 5,4 Millionen Besucher gezählt werden, also im Durchschnitt jährlich an die 200.000 Besucher.
Vereinsobmann war von 1994 bis 2009 Peter Loidolt, Intendant der Festspiele Reichenau; ab der Spielsaison 2010 war der Obmann des Theaterfest Niederösterreich Werner Auer, Intendant der Felsenbühne Staatz. Im September 2021 wurde Kristina Sprenger (Bühnen Berndorf) zur Obfrau gewählt.
Zahlreiche der für 2020 geplanten Aufführungen wurden aufgrund der COVID-19-Pandemie auf 2021 verschoben.

## Spielorte
Folgende Spielorte waren oder sind im Verein Theaterfest Niederösterreich (Eine Beendigung der Mitgliedschaft bedeutet nicht gleichzeitig eine Ende der Aufführungen an den jeweiligen Spielorten):
| Spielort                    | Festspiele                                 | Gründungsjahr, künstlerische Ausrichtung                      | Intendanz (aktuelle Spielsaison) | Spielort ist Mitglied beim Theaterfest |
| --------------------------- | ------------------------------------------ | ------------------------------------------------------------- | -------------------------------- | -------------------------------------- |
| Altenburg                   | Sommerspiele Stift Altenburg               | 1987–2011 klassisches Drama                                   |                                  | 1994 bis 2012                          |
| Altenburg                   | Teatro Barocco in Stift Altenburg          | seit 2012 historisches Musiktheater                           |                                  | 2014 bis 2017                          |
| Amstetten                   | Musical Sommer Amstetten                   | 1983–1988 Operette und Komödie; seit 1989 Musical             | Alex Balga                       | seit 1994                              |
| Asparn                      | Filmhof Wein4tel                           | seit 2003 Sprechtheater und Sommerkino                        | Michael Rosenberg                | 2007 bis 2022                          |
| Baden bei Wien              | Sommerarena Baden                          | seit 1957 Operette und Musical                                | Michael Lakner                   | seit 1994 (ausgenommen 2010)           |
| Berndorf                    | Stadttheater Berndorf                      | Boulevardkomödie                                              | Kristina Sprenger                | seit 1994                              |
| Bisamberg                   | Schlossspiele Bisamberg                    | nach 1995 nicht mehr aktiv                                    |                                  | nur 1994                               |
| Bruck an der Leitha         | Sommerfestspiele Bruck                     | nach 2003 nicht mehr aktiv                                    |                                  | 2002 bis 2003                          |
| Gars am Kamp                | Oper Burg Gars                             | seit 1990 Oper                                                | Clemens Unterreiner              | seit 1996                              |
| Gutenstein                  | Festspiele Gutenstein                      | seit 1993 Raimund, ausgenommen 2008–2012: Musical             | Norbert Gollinger                | seit 2002                              |
| Haag                        | Theatersommer Haag                         | seit 2000 Sprechtheater                                       | Christian Dolezal                | seit 2002                              |
| Kirchstetten                | Klassikfestival Kirchstetten               | seit 1999 Oper                                                |                                  | 2015 bis 2016                          |
| Klosterneuburg              | Oper Klosterneuburg                        | seit 1994 Oper                                                | Peter Edelmann                   | seit 1996                              |
| Krems an der Donau          | Komödienfestspiele Krems                   | nach 1995 nicht mehr aktiv                                    |                                  | 1994 bis 1995                          |
| Langenlois                  | Operette Langenlois                        | seit 1996 Operette                                            | Christoph Wagner-Trenkwitz       | seit 2000                              |
| Laxenburg                   | Kultursommer Laxenburg (Franzensburg)      | 1985–2011 Alt-Wiener Volkstheater, seit 2012 Boulevardkomödie | Adi Hirschal                     | seit 1994                              |
| Laxenburg                   | Laxenburger Kultursommer im Schlosstheater | nach 1996 nicht mehr aktiv                                    |                                  | 1994 bis 1996                          |
| Litschau                    | Herrenseetheater Litschau                  | nach 1998 nicht mehr aktiv                                    |                                  | 2011 bis 2016                          |
| Maria Enzersdorf            | Maria Enzersdorfer Festspiele              | nach 2012 nicht mehr aktiv                                    |                                  | 1994 bis 2012                          |
| Maria Enzersdorf            | Gewölbe Schloss Liechtenstein              | nach 1998 nicht mehr aktiv                                    |                                  | nur 1994                               |
| Melk                        | Sommerspiele Melk                          | seit 1960 klassisches Drama                                   | Alexander Hauer                  | seit 1994                              |
| Mödling                     | Komödienspiele Mödling                     | nach 2010 nicht mehr beim Theaterfest aktiv                   |                                  | 1996 bis 2010                          |
| Mödling                     | Theater im Bunker                          | seit 1999 Stationentheater                                    | Bruno Max                        | seit 2011                              |
| Perchtoldsdorf              | Sommerspiele Perchtoldsdorf                | seit 1976 klassisches Drama                                   | Alexander Kubelka                | seit 1994                              |
| Reichenau an der Rax        | Festspiele Reichenau                       | seit 1981 klassisches und zeitgenössisches Theater            |                                  | 1994 bis 2009                          |
| Reichenau an der Rax        | Schnitzler im Thalhof                      | nach 2014 nicht mehr beim Theaterfest aktiv                   |                                  | 2011 bis 2014                          |
| Reinsberg                   | Burgarena Reinsberg                        | nach 2010 nicht mehr beim Theaterfest aktiv                   |                                  | 2007 bis 2010                          |
| Retz                        | Festival Retz                              | seit 2005 Oper                                                | Christian Baier                  | seit 2007                              |
| Rosenburg                   | Sommernachtskomödie Rosenburg              | 2004–2014 Shakespeare, seit 2015 Komödien                     | Nina Blum                        | seit 2007                              |
| Schwechat                   | Nestroy-Spiele Schwechat                   | seit 1973 Nestroy                                             | Christian Graf                   | seit 1994                              |
| Sitzenberg                  | Sommerspiele Schloss Sitzenberg            | 2004                                                          |                                  | seit 2024                              |
| Staatz                      | Felsenbühne Staatz                         | 1986–1998 Winnetou, seit 2000 Musical                         | Werner Auer                      | seit 2008                              |
| Stockerau                   | Festspiele Stockerau                       | seit 1964 Sprechtheater (ausgenommen 2001–2012 Musical)       | Christian Spatzek                | seit 1994                              |
| Weißenkirchen in der Wachau | Wachaufestspiele Weißenkirchen             | 1979–1999 Oper, seit 2000 Komödie                             | Marcus Strahl                    | seit 2007                              |
| Weitra                      | Schloss Weitra Festival                    | seit 2006 Sprechtheater                                       | Peter Hofbauer                   | seit 2007                              |

### Theaterfest 2023
- 210.260 Besucher kamen im Sommer 2023 zu den Veranstaltungen der Theaterfest-Spielorte.

### Theaterfest 2022
- Rund 195.000 Besucher kamen im Sommer 2022 zu den Veranstaltungen der Theaterfest-Spielorte.
- Die Nestroyspiele Schwechat feiern ihr 50-jähriges Jubiläum und verabschieden Peter Gruber als Intendant (von 1972 bis 2022).